# 浜田ジャンクション
浜田ジャンクション（はまだジャンクション）は、島根県浜田市にある、浜田自動車道と山陰自動車道（江津道路）を結ぶジャンクションである。

## 歴史
- 2003年（平成15年）9月21日：江津道路の江津IC - 浜田JCT間開通に伴い供用開始。
- 2007年（平成19年）4月1日：金城SICの供用開始により、IC番号を(3-1)から(3-2)へ変更。

## 接続する道路
- E74 浜田自動車道（3-2番）
- E9 山陰自動車道（3-2番）

## 隣
E74 浜田自動車道
(3)旭IC/BS - (3-1)金城PA/BS/SIC - (3-2)浜田JCT - 浜田TB - (4)浜田IC
E9 山陰自動車道
浜田東IC - (3-2)浜田JCT